# Les Trois Masques (film, 1921)
Pour les articles homonymes, voir Les Trois Masques.

Les Trois Masques est un film dramatique français réalisé par Henry Krauss, sorti en 1921.

## Fiche technique
- Titre : Les Trois Masques
- Réalisation : Henry Krauss
- Scénario : d'après la pièce de Charles Méré[1]
- Production : 	Société cinématographique des auteurs et gens de lettres (SCAGL)
- Directeur de la photographie : René Guychard
- Métrage : 1 675 m
- Date de sortie : 1er avril 1921

## Distribution
- Henry Krauss : Della Corda
- Henri Rollan : Paolo Della Corba
- Gine Avril : Speranza
- Charlotte Barbier-Krauss : Signora Della Corda
- Georges Wague : Sebastiano
- Maurice Schutz : Luigi